# 昏迷指數
昏迷指數（英語：coma scale）或昏迷等级、昏迷量表，是醫學上用來測量病人對外界刺激的反應，以判斷病人意識清醒程度或昏迷程度的指標。
現今用的最廣的是格拉斯哥昏迷指數（英語：Glasgow coma scale，GCS）。GCS是以睁眼反应（E）、言语反应（V）和运动反应（M）三项指标，利用其分数相加来评定人的意识状态（consciousness state）或意识水平（consciousness level）程度的一种评分数字量表。得分越高，提示意识状态越好。最低分为3分，代表“深度昏迷”；最高分为15分，代表“完全清醒”。
GCS是由格拉斯哥大學的兩位神經外科教授格雷厄姆·蒂斯代爾與布萊恩·詹尼特在1974年所發表。

## 評估方法
格拉斯哥昏迷指數的評估分為三個方面，三個分數之和即為昏迷指數：

### 睜眼反應（E, Eye opening）
- 4分：主動地睜開眼睛（spontaneous）。
- 3分：聽到呼喚後會睜眼（to speech）。
- 2分：有刺激或痛楚會睜眼（to pain）。
- 1分：對於刺激無反應。
- C：有外力阻止眼睛睜開（closed），例如眼皮水腫。

### 言語反應（V, Verbal response）
- 5分：說話有條理，會與人交談（oriented）。
- 4分：可應答，但說話沒有邏輯（confused）。
- 3分：可說出單字或胡言亂語（inappropriate words）。
- 2分：可發出聲音（unintelligible sounds）。
- 1分：無任何反應（none）。
- T：氣管切開無法正常發聲（tracheostomy）。
- E：氣管插管無法正常發聲（endotracheal tube）。
- A：失語症（aphasia）

### 運動反應（M, Motor response）
- 6分：可依指令做出各種動作（obey commands）。
- 5分：施以刺激時，可定位出疼痛位置（localize）並有目的地的去除疼痛刺激行為。
- 4分：對疼痛刺激呈現正常屈曲回縮反應(normal flexion)，病人只呈現無目的性的肢體移動，屈曲回縮反應。
- 3分：不正常屈曲:對痛刺激呈現痙攣式手臂屈曲姿勢（Abnormal Flexion)。
- 2分：對疼痛刺激呈現手臂伸直僵硬的姿勢反應（decerebrate extension（英语：Abnormal_posturing#Decerebrate））。
- 1分：無任何反應（no response）。

## 意識清醒或昏迷程度
昏迷程度以E、V、M三者分數加總來評估，正常人的昏迷指數是滿分15分，昏迷程度越重者的昏迷指數越低分，最低為3分。
- 輕度昏迷：13分到14分。
- 中度昏迷：9分到12分。
- 重度昏迷：3分到8分。
- 其他狀況：因插管或氣切無法發聲的重度昏迷者會有VE或VT。

## 外部連結
- Website to calculate the Glasgow Coma Scale （页面存档备份，存于）
- 醫學主題詞表（MeSH）：Glasgow+Coma+Scale
- An Android app to calculate GCS / PGCS （页面存档备份，存于）